# Bagni di Lucca
Bagni di Lucca ist eine italienische Gemeinde mit 5556 Einwohnern (Stand 31. Dezember 2024) in der Provinz Lucca in der Toskana.

## Geografie
Bagni di Lucca liegt etwa 25 km nördlich der Provinzhauptstadt Lucca. Die Regionalhauptstadt Florenz liegt etwa 60 km südöstlich. Der Ort liegt im Erzbistum Lucca und in der klimatischen Einordnung italienischer Gemeinden in der Zone E, 2 227 GG. Zu den wichtigsten Gewässern im Gemeindegebiet gehören der Fluss Serchio, der den Ort nur kurz westlich berührt, und der Lima, der am Ortskern entlang fließt und insgesamt 21 seiner 42 km in Bagni di Lucca verbringt. Weitere wichtige Gewässer sind die Torrenti Camaione (6 von 6 km im Gemeindegebiet), Fegana (7 von 10 km im Gemeindegebiet), Pizzorna (4 von 10 km im Gemeindegebiet) und Scesta (11 von 11 km im Gemeindegebiet).
Zu den Ortsteilen (frazioni) gehören Bagni di Lucca (Hauptort, 150 m, ca. 3090 Einwohner), Benabbio (417 m, ca. 300 Einwohner), Brandeglio (629 m, ca. 50 Einwohner), Casabasciana (572 m, ca. 130 Einwohner), Casoli (500 m, ca. 40 Einwohner), Crasciana (799 m, ca. 110 Einwohner), Fabbriche di Casabasciana (202 m, ca. 150 Einwohner), Granaiola (416 m, ca. 75 Einwohner), Limano (538 m, ca. 80 Einwohner), Lucchio (670 m, ca. 35 Einwohner), Lugliano (401 m, ca. 180 Einwohner), Lugnano-Monti di Villa (663 m, ca. 40 Einwohner), Montefegatesi (842 m, ca. 170 Einwohner), Pieve di Monti di Villa (473 m, ca. 60 Einwohner), San Cassiano (522 m, ca. 290 Einwohner), San Gemignano (532 m, ca. 130 Einwohner), Scesta (241 m, ca. 250 Einwohner), Val Fegana (125 m, ca. 80 Einwohner) und Vico Pancellorum (630 m, ca. 110 Einwohner).
Die Nachbargemeinden sind Abetone Cutigliano (PT), Borgo a Mozzano, Coreglia Antelminelli, (PT), Pescia (PT), San Marcello Piteglio (PT) und Villa Basilica.

## Geschichte
Bagni di Lucca (Bäder von Lucca) ist ein altes, in seiner Zeit gerühmtes Thermalbad im Tal des Lima, einem Nebenfluss des Serchio. Die Thermalquellen waren schon den Römern bekannt. Bis 1766 hieß der Ort Bagno a Corsena.

## Sehenswürdigkeiten

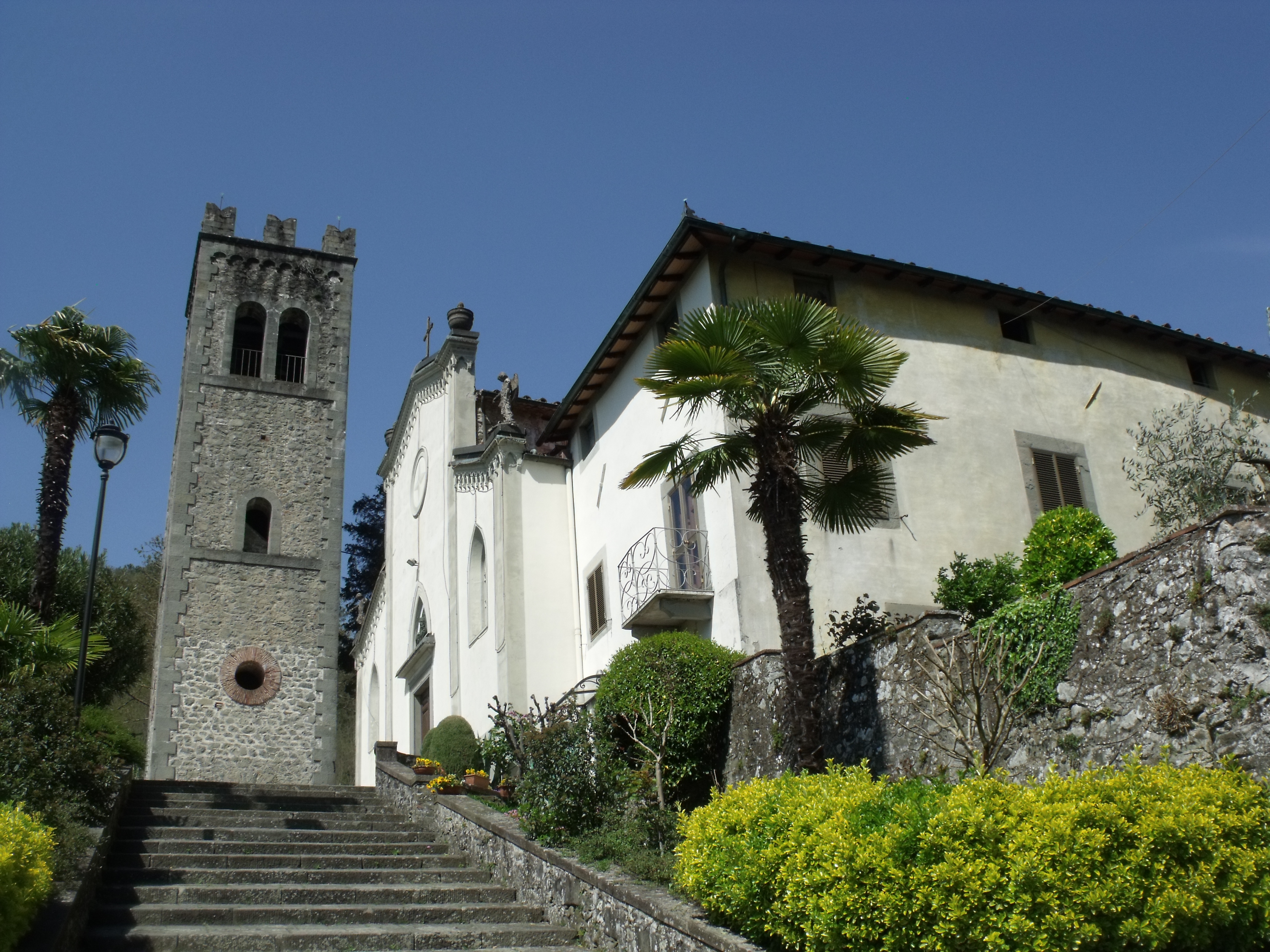
Die Kirche Santi Pietro e Paolo in Fornoli

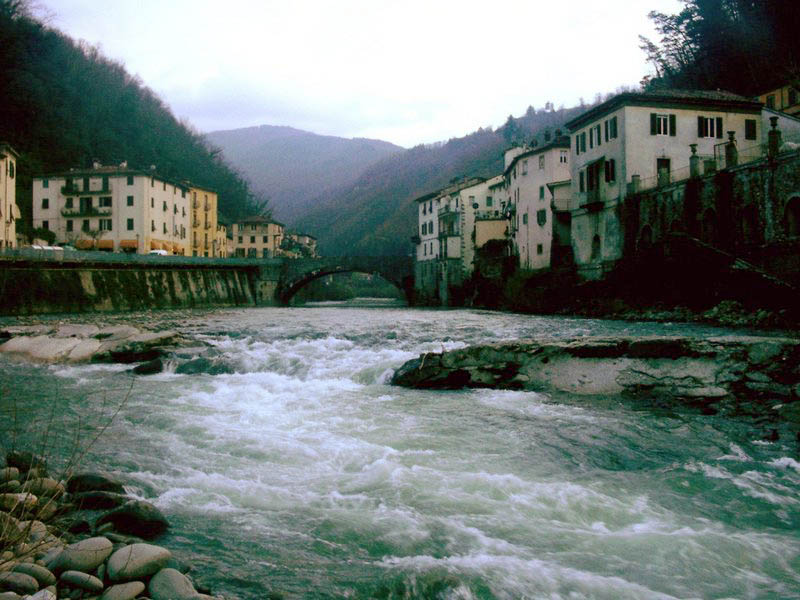
Die Lima-Brücke Ponte a Serraglio

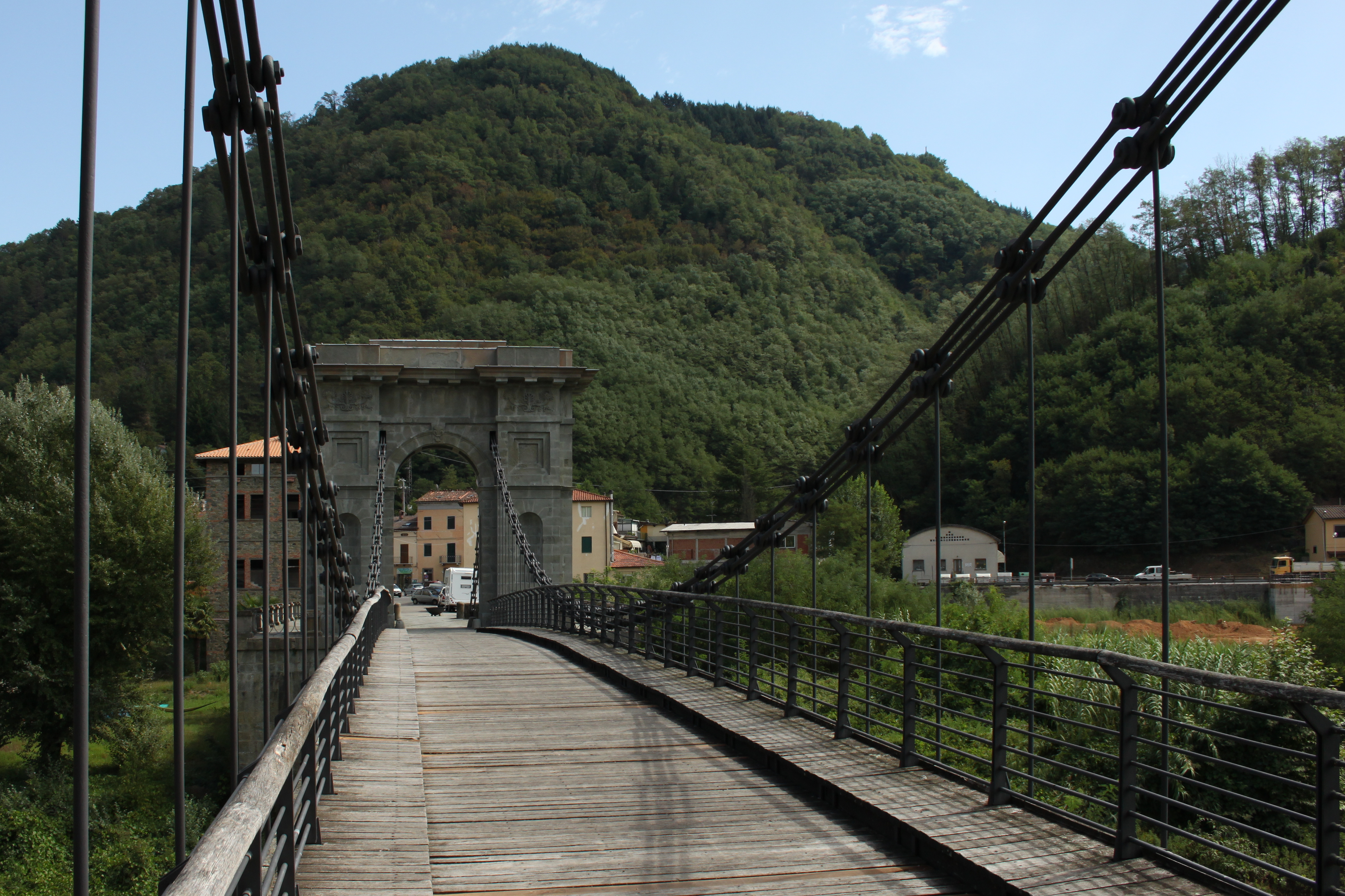
Die Lima-Brücke Ponte delle Catene

- Cappella Demidoff, Kapelle nahe dem ehemaligen Hospital bei Serraglio.[5]
- Chiesa del Santissimo Crocifisso, 1544 entstandene Kirche in Ponte a Serraglio. Der Campanile stammt aus dem frühen 18. Jahrhundert.[6]
- Chiesa di Santa Maria Assunta a Benabbio, spätestens im 13. Jahrhundert entstandene Kirche.[6]
- Chiesa di San Paolo apostolo a Vico Pancellorum, Kirche aus dem 12. Jahrhundert.[6]
- Chiesa di San Pietro a Corsena, bereits im 11. Jahrhundert erwähnte Kirche in Villa / Corsena.[6]
- Chiesa dei Santi Pietro e Paolo a Fornoli, Kirche in Fornoli, die bereits 825 vorhanden war und mehrfach verändert wurde.[6]
- Chiesa dei Santi Quirico e Giulitta a Casabasciana, 1503 entstandene Kirche.[6]
- Chiesa di Santo Stefano di Bargi, bereits im 9. Jahrhundert erwähnte Kirche.
- Pieve di San Giovanni Battista a Controne, erstmals im Jahr 884 erwähnte Pieve. Wurde im 14. Jahrhundert stark verändert.[6]
- Pieve di San Giovanni Battista a Monti di Villa, erstmals im 13. Jahrhundert erwähnte Pieve. Wurde 1446 erneuert und im 18. Jahrhundert modernisiert.[6]
- Ponte a Serraglio, Brücke über den Lima bei Serraglio. Entstand im 14. Jahrhundert (132 m NN).[5]
- Ponte delle Catene (dt. Kettenbrücke), Brücke über den Lima in Fornoli, die nach Borgo a Mozzano (links des Lima) führt. Entstand durch Lorenzo Nottolini und wurde 1860 fertiggestellt.
- Villa Buonvisi, Villa in Bagno alla Villa, entstand von 1558 bis 1570 durch Benedetto Buonvisi. 1822 war hier George Gordon Byron zu Gast.[7]
- Villa Reale, auch Villa Ducale genannt, 1811 durch Elisa Bonaparte (Baciocchi) entstandene Villa.[5]

## Verkehr
- Der Ort liegt an der Strada Statale 12 dell’Abetone e del Brennero.
- Der Bahnhof Bagni di Lucca ist Endstation der Bahnstrecke Bagni di Lucca-Aulla (Aulla Lunigiana).

, == Persönlichkeiten ==
- Adolfo Betti (1875–1950), Geiger und Musikpädagoge
- Mario Betti (1875–1942), Chemiker
- Francis Marion Crawford (1854–1909), Schriftsteller
- Rose Cleveland (1846–1918), amerikanische First Lady, Schriftstellerin und Aktivistin
- Evangeline Marrs Whipple (1857–1930), Philanthropin und Schriftstellerin, Lebensgefährtin von Rose Cleveland

## Bagni di Lucca in der Literatur
Eine ausführliche Beschreibung der örtlichen Badegepflogenheiten um 1580 verdanken wir Michel de Montaignes „Tagebuch einer Badereise“. Auch im 19. Jahrhundert suchten noch illustre Gäste die Bäder auf. So etwa Heinrich Heine, der es mit seiner Reisebeschreibung Die Bäder von Lucca belegte und schrieb:

„Ich habe nie ein reizenderes Tal gesehen, besonders wenn man von der Terrasse des oberen Bades, wo die ernstgrünen Zypressen stehen, ins Dorf hinabschaut. Man sieht dort die Brücke, die über einen Flüsschen führt, welches Lima heißt, und, das Dorf in zwei Teile durchschneidend, an beiden Enden in mäßigen Wasserfällen, über Felsenstücke dahinstürzt und ein Geräusch hervorbringt, als wolle es die angenehmsten Dinge sagen und könne vor dem allseitig plaudernden Echo nicht zu Worte kommen.“